# 義膽群英
《義膽群英》（別名：龍蛇爭霸），是一部於1989年上映的香港電影，萬能影業有限公司出品。該片是導演張徹從影40周年紀念的回憶影片，當時票房收入約791萬港元。

## 劇情簡介
曹老大，過氣黑社會大佬，自從良後亦希望三個義子阿修、阿泰、阿偉做一個奉公守法之人。但二子阿泰欲從事黑道，並把義父殺害，阿修和阿偉得知後，決為父報仇，他們在馬公協助下成功復仇。

## 演員表
| 演員   | 角色     | 粵語配音 | 暱稱 / 關係                                 |
| 姜大衛 | 阿偉     | 林保全   | 曹公義子，現已幹正行賣魚                    |
| 李修賢 | 阿修     | 張炳強   | 曹公義子，被臨死前的曹公推為新老大          |
| 陳觀泰 | 阿泰     | 陳 欣    | 曹公義子，實為叛徒，從事黑道，並把曹公殺害  |
| 恬 妞  | 安妮     |          | 阿修妻子，后被為阿泰報復的Jacky用車撞至流產 |
| 鄺美雲 | 星輝     |          | 阿偉前女友，阿泰妻子                        |
| 周星馳 | Jacky    | 陳永信   | 阿泰手下，后為其報復而用車把安妮撞至流產    |
| 趙雷   | 曹公     |          | 阿修、阿泰、阿偉義父                        |
| 午 馬  | 馬公     | 盧 雄    | 曹公好友                                    |
| 黃 霑  | 王律師   | 賈鳳梧   | 曹公親信，馬公好友                          |
| 谷 峰  | 曹公親信 |          |                                             |
| 劉家榮 | 曹公親信 |          |                                             |
| 王俊棠 | 曹公保鑣 |          |                                             |
| 狄 龍  | 龍哥     | 賈鳳梧   |                                             |
| 成奎安 | 華哥     | 馮永和   | 表面對曹公敬佩，實為心狠手辣                |
| 黃樹棠 | 華哥手下 |          |                                             |
| 董 驃  | 桂叔     | 馮永和   | 餐館老闆，阿偉老闆                          |
| 田 青  | 江湖叔父 |          |                                             |
| 唐 佳  | 江湖叔父 |          |                                             |
| 羅 烈  | 江湖叔父 |          |                                             |
| 楊澤霖 | 江湖叔父 |          |                                             |
| 鄭 雷  | 江湖叔父 |          |                                             |
| 袁和平 | 江湖叔父 |          |                                             |
| 岳 華  | 岳老闆   |          | 曹公好友                                    |
| 秦 沛  | 秦老闆   | 秦 沛    | 曹公好友                                    |
| 金 霏  | 秦太太   |          |                                             |
| 倪 震  | 小羅     |          |                                             |
| 黃栢文 | 李警官   | 林保全   | 負責曹公被殺案的警官                        |
| 馮克安 | 線人     | 賈鳳梧   | 李警官線人                                  |
| 江 島  | 運毒者   | 陳永信   |                                             |
| 高 飛  | 走私者   | 賈鳳梧   |                                             |
| 張午郎 | 走私者   | 林保全   |                                             |
| 鄭康業 | 司機阿彪 | 馮永和   |                                             |
| 左頌升 | 阿泰手下 |          |                                             |
| 陳國權 | 華哥手下 | 林保全   |                                             |
| 劉玉基 | 阿修手下 |          |                                             |
| 夏詹仕 | 阿修手下 |          |                                             |

## 吳宇森談初見周星馳
吳宇森：“第一次見周星馳時，他一個人安靜的坐在片場旁邊。因為李修賢讓我照顧一下他，我主動走上去和他聊了會。我發現他雖然很害羞，但很有想法。當時《義膽群英》劇本早已完成，我說回去後給你加個角色，他連說兩次謝謝。我說我不要你記得這件事，但十多年後我們在好萊塢再見面時，他還是記得這件事。”

## 外部連結
- 香港影庫上《義膽群英》的資料（繁體中文）
- AllMovie上《義膽群英》的资料（英文）
- 豆瓣电影上《義膽群英》的資料 （简体中文）
- 爛番茄上《義膽群英》的資料（英文）
- 互联网电影数据库（IMDb）上《義膽群英》的资料（英文）